# Le Mesnil-Caussois
Le Mesnil-Caussois – miejscowość i dawna gmina we Francji, w regionie Normandia, w departamencie Calvados. W 2013 roku liczba ludności wynosiła 127 mieszkańców. 
W dniu 1 stycznia 2017 roku z połączenia 10 ówczesnych gmin – Champ-du-Boult, Courson, Fontenermont, Le Gast, Le Mesnil-Benoist, Le Mesnil-Caussois, Mesnil-Clinchamps, Saint-Manvieu-Bocage, Saint-Sever-Calvados oraz Sept-Frères – utworzono nową gminę Noues-de-Sienne. Siedzibą gminy została miejscowość Saint-Sever-Calvados. 